# Dingosa venefica
Dingosa venefica là một loài nhện trong họ Lycosidae.
Loài này thuộc chi Dingosa. Dingosa venefica được Eugen von Keyserling miêu tả năm 1891.